# Chiesa di Sant'Angelo (Abbadia San Salvatore)
La chiesa di Sant'Angelo era una chiesa di Abbadia San Salvatore, in provincia di Siena.

## Storia e descrizione
La tradizione attesta la fondazione della chiesa al 1313, ma l'edificio compare già nelle decime del 1276-1277 e 1302-1303.
A causa di motivi statici fu chiusa nel Settecento e trasformata in abitazione privata.
La struttura, monoassiale, è caratterizzata da una pianta rettangolare con abside.